# Beachvolley under sommer-OL 2024 (herrer)
Beachvolley for mænd i volleyball under sommer-OL 2024 blev arrangeret i Marsmarken fra 27. juli til 10. august 2024.

## Program
Programmet er som følger.
| P | Gruppespillet | LL | Heldige tabere i slutspillet | 1/8 | Ottendedelsfinalerne | ¼ | Kvartfinaler | ½ | Semifinaler | B | Bronzekamp | F | Finale |

| Sat 27 | Sun 28 | Man 29 | Tirs 30 | Ons 31 | Tirs 1 | Fre 2 | Lør 3 | Lør 3 | Søn 4 | Man 5 | Tirs 6 | Ons 7 | Tors 8 | Fre 9 | Lør 10 | Lør 10 |
| ------ | ------ | ------ | ------- | ------ | ------ | ----- | ----- | ----- | ----- | ----- | ------ | ----- | ------ | ----- | ------ | ------ |
| P      | P      | P      | P       | P      | P      | P     | P     | LL    | 1⁄8   | 1⁄8   | ¼      | ¼     | ½      |       | B      | F      |

## Hold
24 hold kvalificerede sig. De første 18 hold blev annonceret den 11. juni 2024.
| Hold                                 | NOC        |
| ------------------------------------ | ---------- |
| Thomas Hodges – Zachery Schubert     | Australien |
| Mark Nicolaidis – Izac Carracher     | Australien |
| Julian Hörl – Alexander Horst        | Østrig     |
| Evandro Oliveira – Arthur Lanci      | Brasilien  |
| George Wanderley – André Stein       | Brasilien  |
| Sam Schachter – Daniel Dearing       | Canada     |
| Marco Grimalt – Esteban Grimalt      | Chile      |
| Jorge Alayo – Noslen Díaz            | Cuba       |
| Ondřej Perušič – David Schweiner     | Tjekkiet   |
| Youssef Krou – Arnaud Gauthier-Rat   | Frankrig   |
| Rémi Bassereau – Julien Lyneel       | Frankrig   |
| Nils Ehlers – Clemens Wickler        | Tyskland   |
| Samuele Cottafava – Paolo Nicolai    | Italien    |
| Alex Ranghieri – Adrian Carambula    | Italien    |
| Mohamed Abicha – Zouheir El Graoui   | Marokko    |
| Stefan Boermans – Yorick de Groot    | Holland    |
| Matthew Immers – Steven van de Velde | Holland    |
| Anders Mol – Christian Sørum         | Norge      |
| Michał Bryl – Bartosz Łosiak         | Polen      |
| Cherif Younousse – Ahmed Tijan       | Qatar      |
| Pablo Herrera – Adrián Gavira        | Spanien    |
| David Åhman – Jonatan Hellvig        | Sverige    |
| Miles Evans – Chase Budinger         | USA        |
| Miles Partain – Andrew Benesh        | USA        |